# Tasa de bits variable
La tasa de bits variable o variable bitrate (VBR, siglas del inglés variable bit rate), es un término usado en telecomunicación que se refiere a la tasa de bits utilizados en la codificación de audio o video.
La tasa de bits es la relación de bits por segundo que consume un archivo de audio o de vídeo. Este método de compresión consigue una mayor calidad de sonido o video para un tamaño de archivo determinado, en contraste con CBR.

## VBR en sonido
Por ejemplo, si en una canción hay un fragmento en el que hay silencio, de poco sirve otorgar una cantidad grande de bits; lo que se estaría haciendo es aumentar innecesariamente el tamaño del archivo final. Por otra parte, en fragmentos de una canción donde la complejidad del sonido sea elevada, se otorga una tasa de bits mayor, porque de lo contrario puede que la tasa de bits no llegue a ser suficiente para que se produzca una audición correcta.
Así pues, y resumiendo, lo que hace el VBR es otorgar la tasa de bits necesaria a cada parte del fichero, ya sea de audio o de vídeo, consiguiendo una calidad mayor en ficheros de un tamaño reducido.
Si los archivos son codificados en VBR, el codificador asigna densidades de bits (tasa de bits) que varían según la complejidad de la onda de audio a lo largo del archivo. Para las partes con pocos instrumentos o sin sonido alguno asigna densidades de bits menores, y para las partes con muchos tipos de sonidos asigna densidades mayores. Por ende, para un mismo criterio de compresión en VBR, dos archivos de igual duración pueden resultar ser de tamaños muy dispares, ya que la compresión en ambos difiere.

## VBR en video
Lo mismo se puede aplicar a los vídeos. Hay escenas en las que la cámara está fija, hay poca luz y poco movimiento. Y hay otras escenas donde la cámara se mueve, hay disparos, explosiones, etc. Lo que haría el VBR en este caso es ahorrar tasa de bits de la escena lenta para aplicarlo después a la escena rápida y conseguir así que esta última se vea lo mejor posible.